# Hexentanzplatz

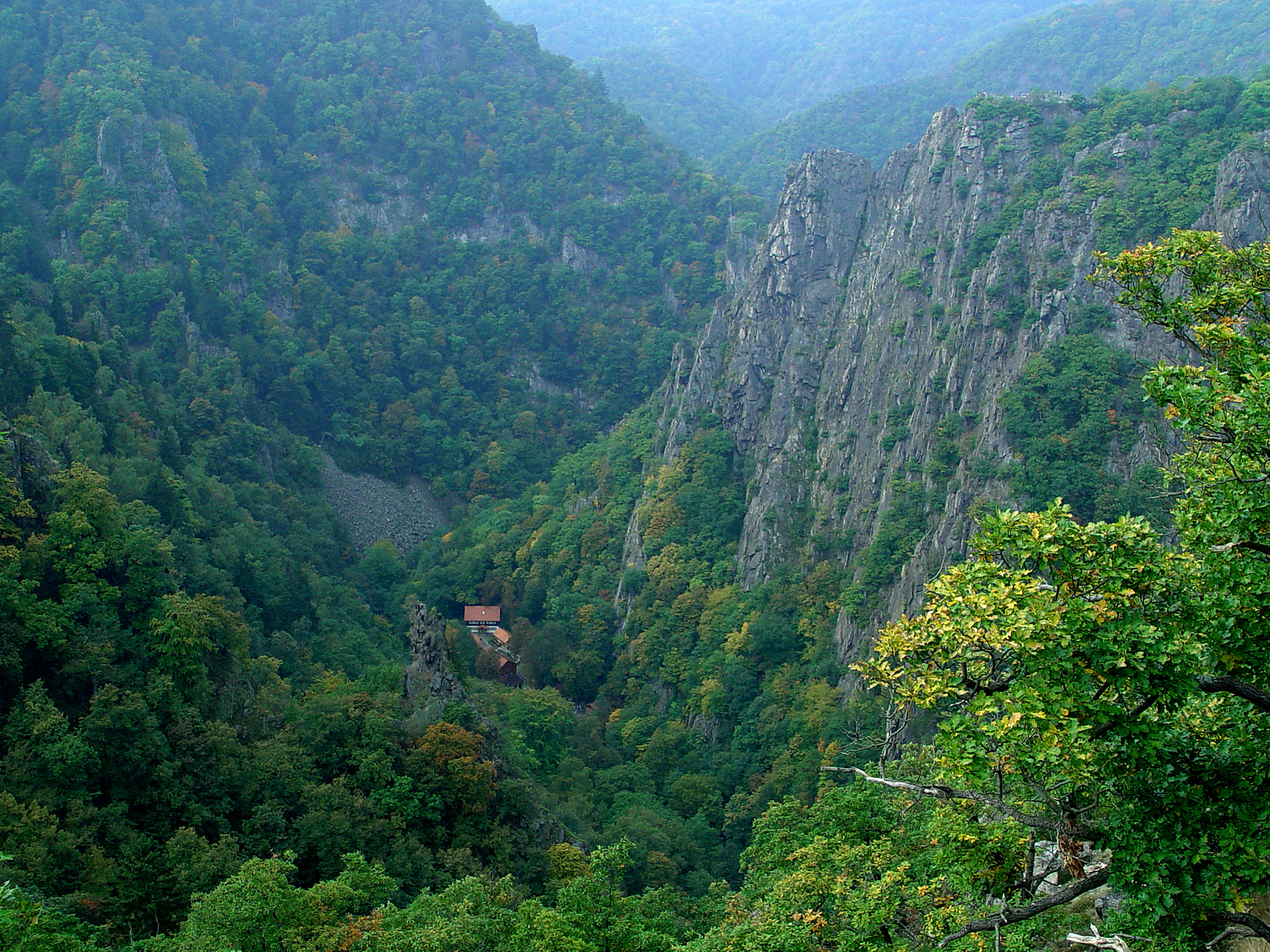
Zicht vanaf de Hexentanzplatz naar het Bodedal

De Hexentanzplatz is een plateau (hoogte 454 m), hoog langs het Bodedal in de Harz, tegenover de Rosstrappe in de Duitse deelstaat Saksen-Anhalt.

## Geografie en Geschiedenis
De Hexentanzplatz is vermoedelijk een Oudsaksisch cultuuroord met allerlei jaarlijkse rituelen, zoals de nacht van 1 mei. In die nacht worden de zogenaamde feesten der Hagedissen (woud- en berggodinnen) gevierd. Door een cultuurverbod werd het oord ooit verboden door Frankische christenen. Volgens de overlevering werd de plaats gebruikt om het verbod te handhaven. De Saksen, die als heksen verkleed waren, verjaagden de Franken echter met vliegende bezems. Een andere oude culturele plaats van de Saksen bevindt zich op de hoogste berg van de Harz, de Brocken.
Over de Hexentanzplatz tonen zich resten van de Saksenwallen. Hier gaat het over een 150 m lange granietstenen muur van 2 m hoog. Deze is tussen ca 750 en 450 v. Chr. gebouwd. de muur schermde delen van het hoogste stuk van de Hexentanzplatz af en diende vermoedelijk als vluchtoord.

## Voorzieningen

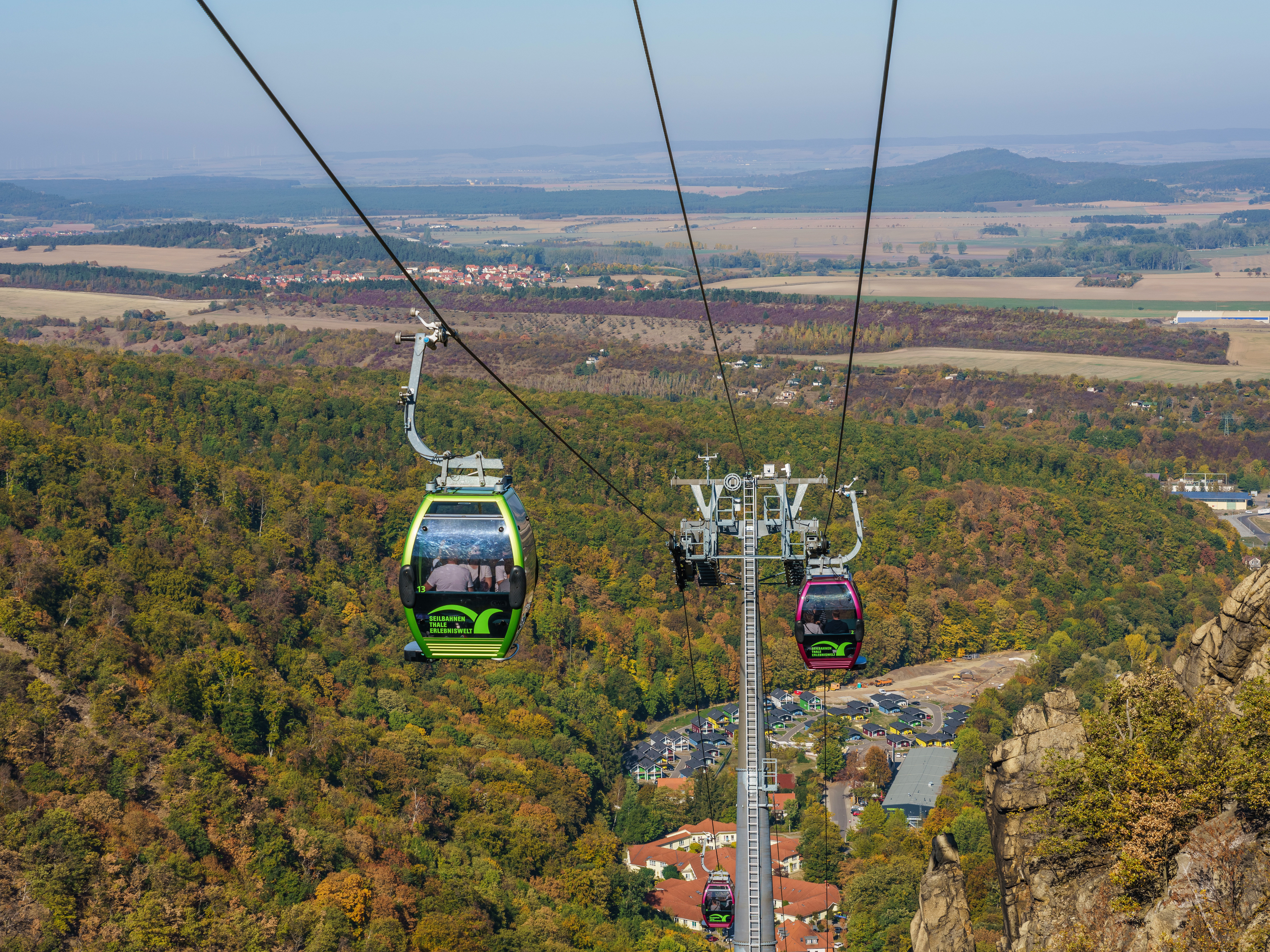
kabelbaan naar de Hexentanzplatz

De Bodetal-Seilbahn loopt van de plaats Thale naar de Hexentanzplatz. Daar is ook het Harzer Bergtheater Thale, een van de oudste natuurtheaters van Duitsland, met 1.350 plaatsen en is gebouwd in 1903 onder leiding van Ernst Wachler.
Er is een museum, de Walpurgishalle geheten en gebouwd onder leiding van de schilder Hermann Hendrich. Hier wordt de wereld van mythen en sagen uit de Harz levend gemaakt van Goethes Faust. En er is een offersteen opgesteld, die herinnert aan oude vruchtbaarheidsrituelen.
Verder is er een dierentuin en een zomerrodelbaan, de Harzbob. Sinds het midden van de 19e eeuw is er aan de Hexentanzplatz het gelijknamige berghotel. Langs de Hexentanzplatz loopt de Europese wandelroute E11, die van Den Haag loopt naar het oosten, op dit moment tot de grens van Polen en Litouwen.

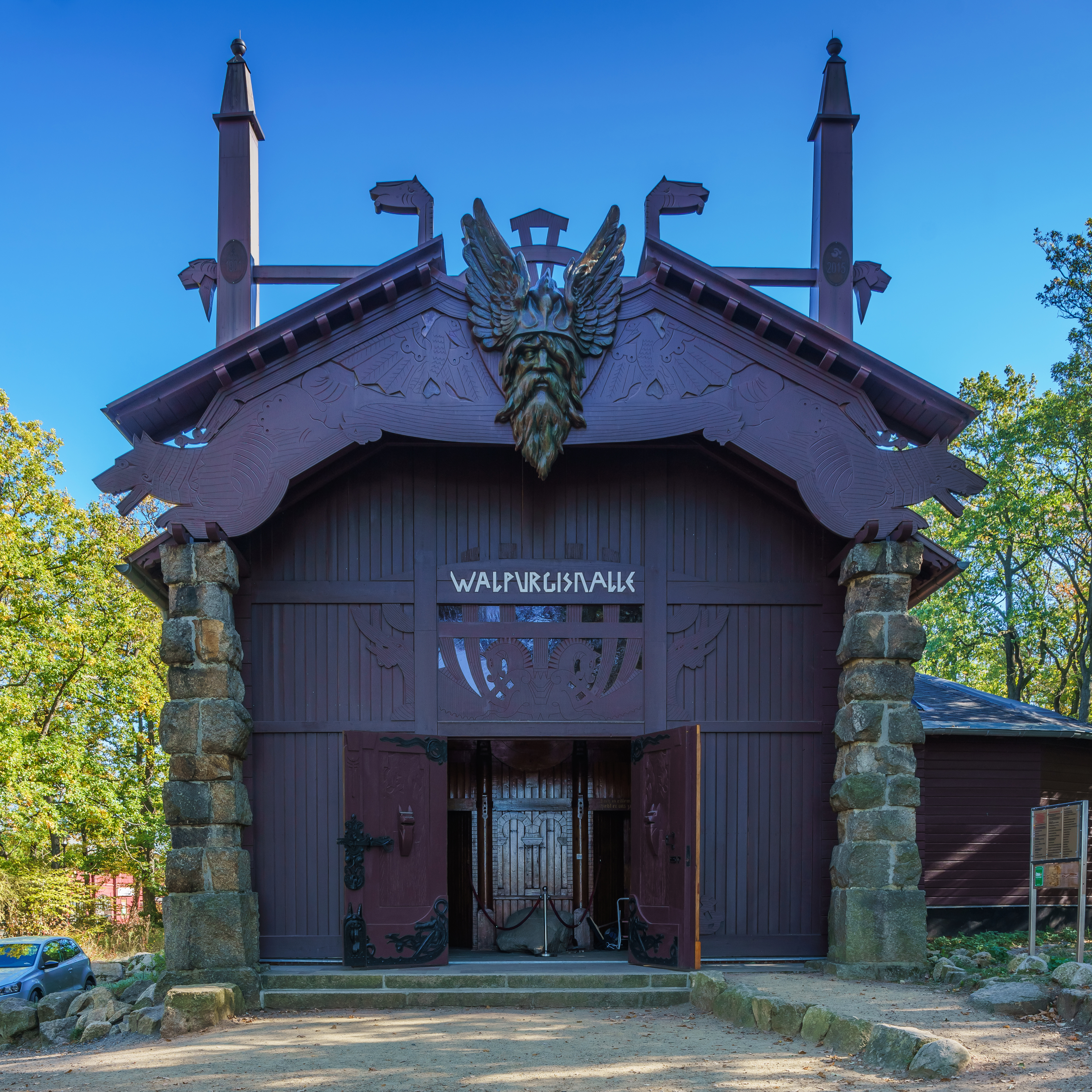
Walpurgishalle op de Hexentanzplatz
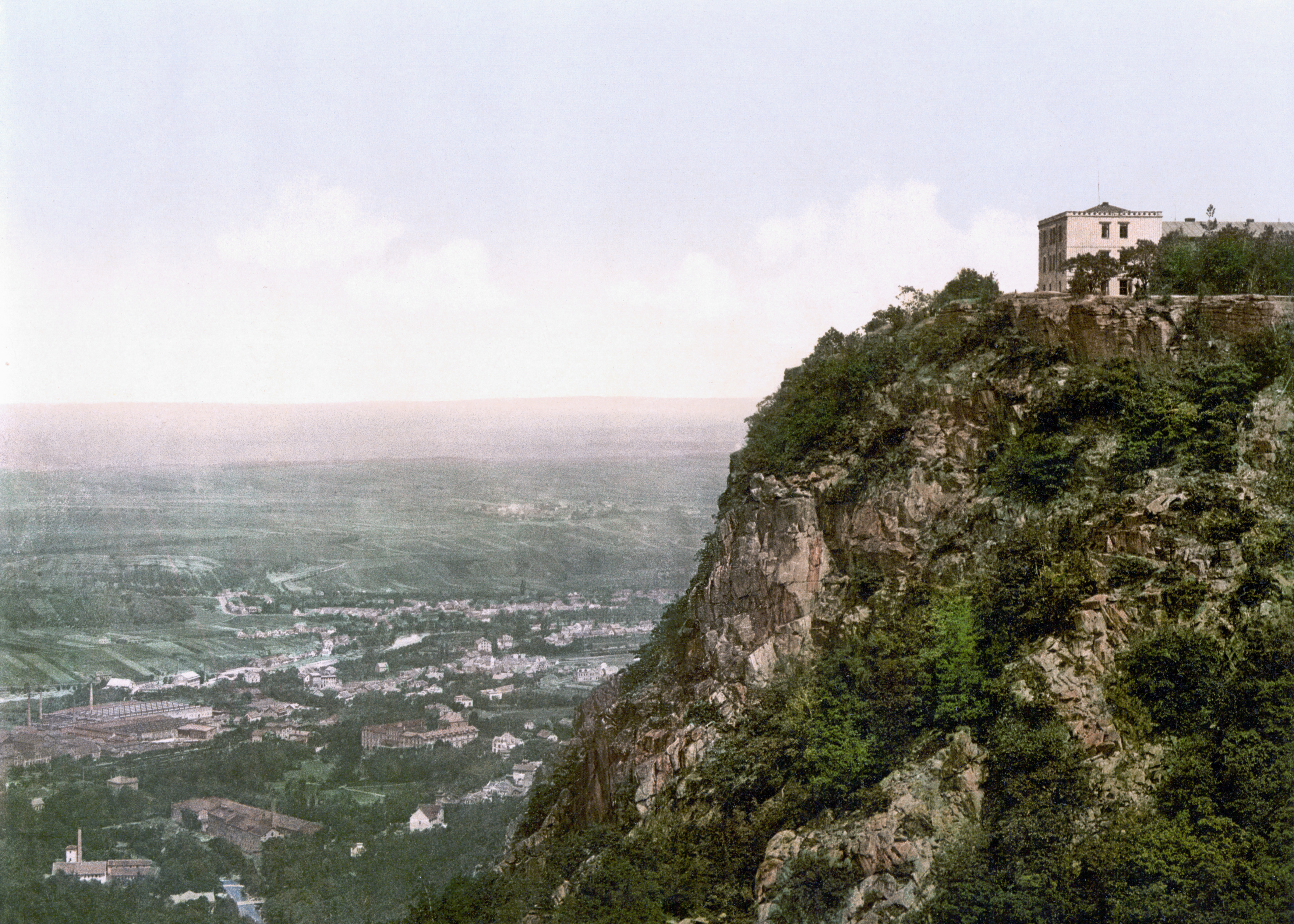
Hexentanzplatz rond 1900
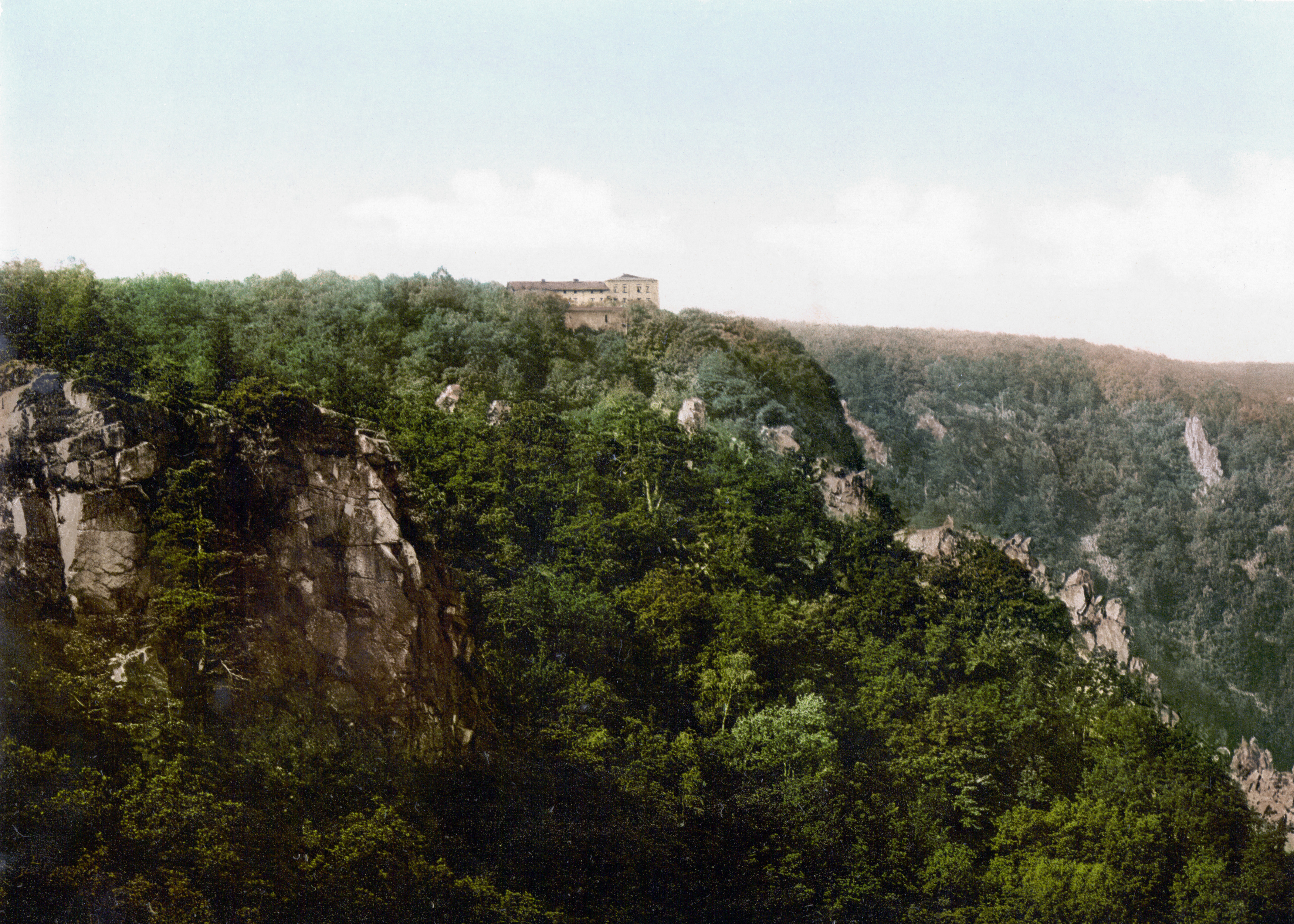
Hexentanzplatz rond 1900

## Beelden op de Hexentanzplatz

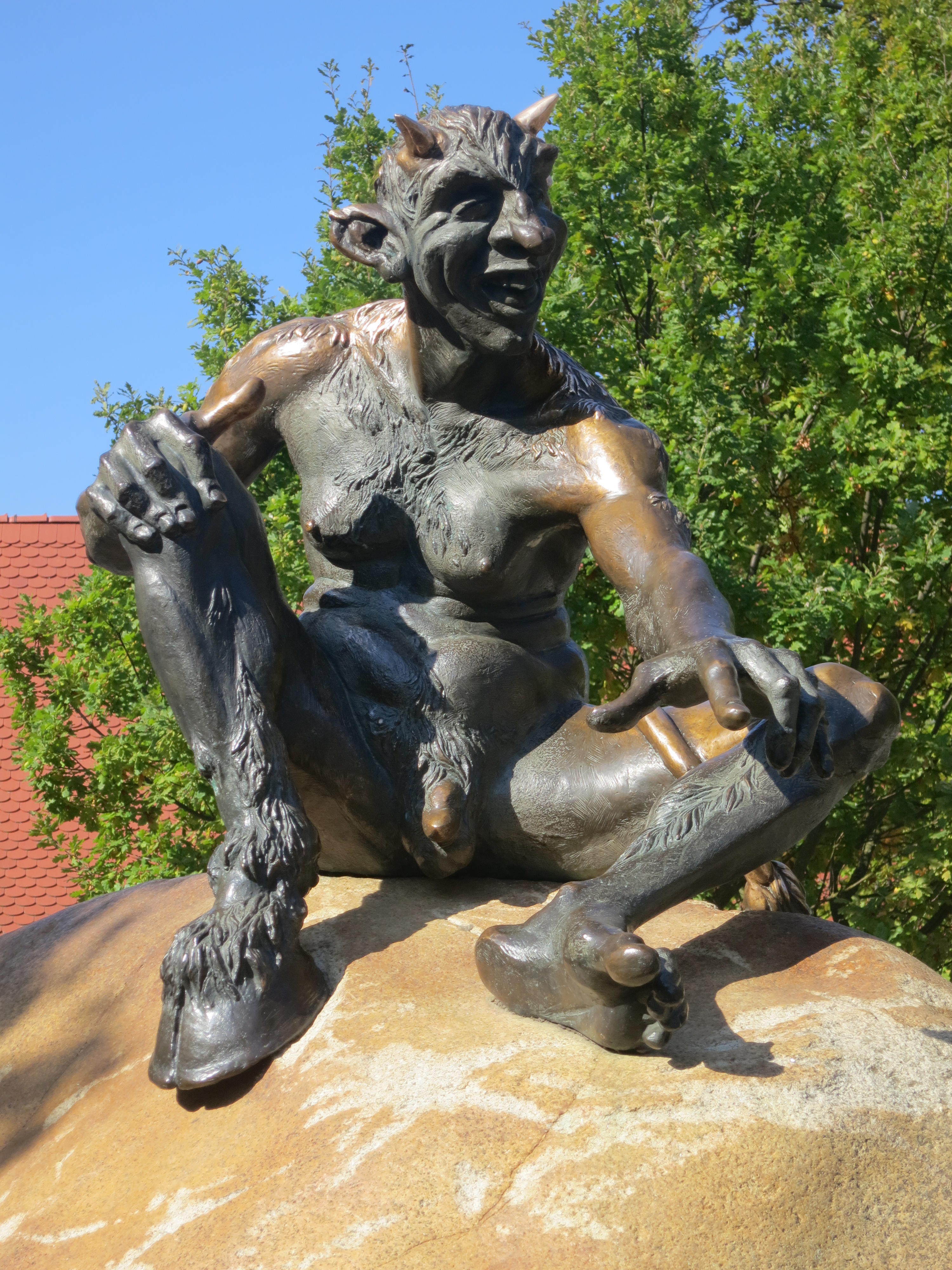
De Duivel
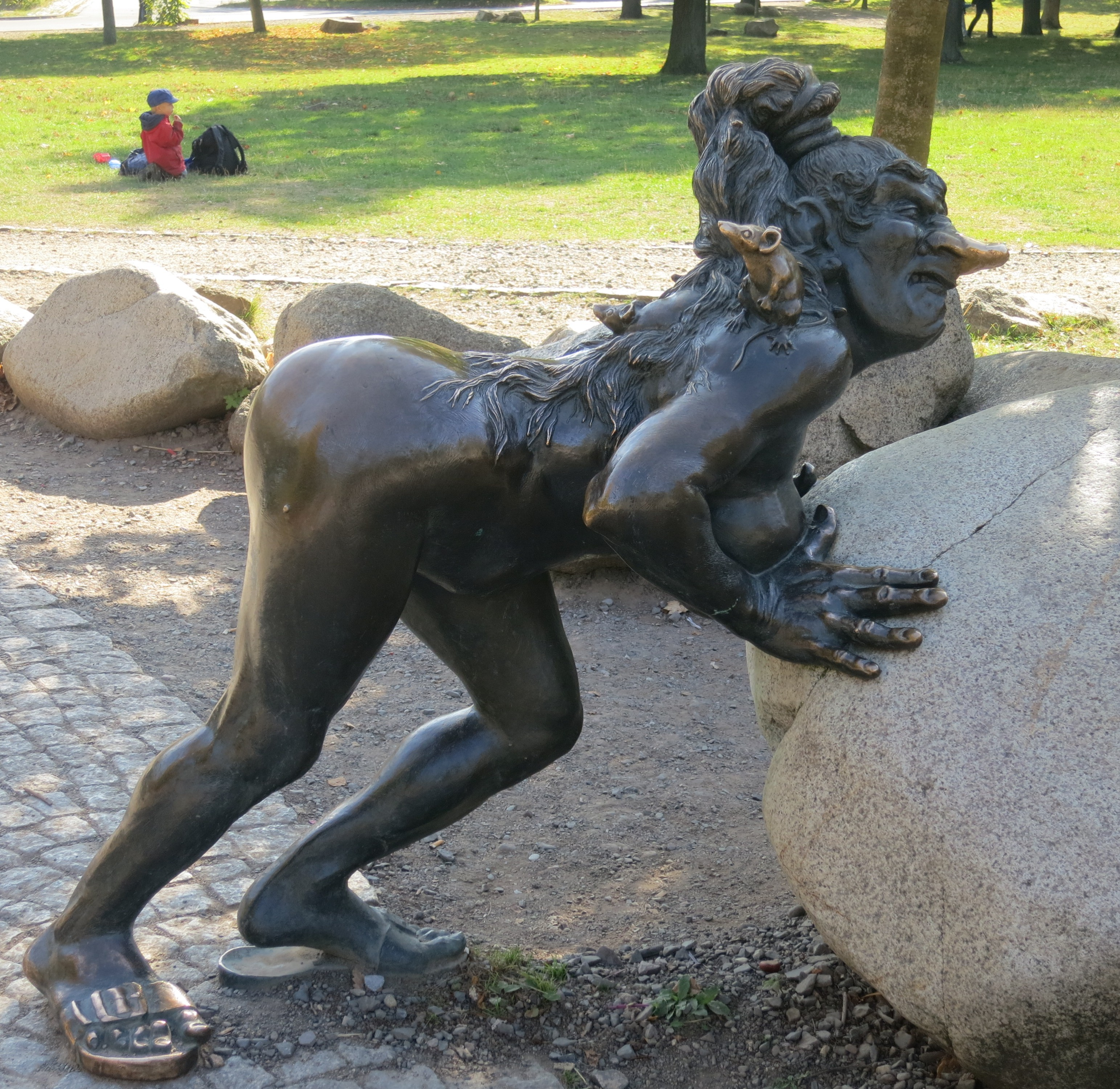
De heks
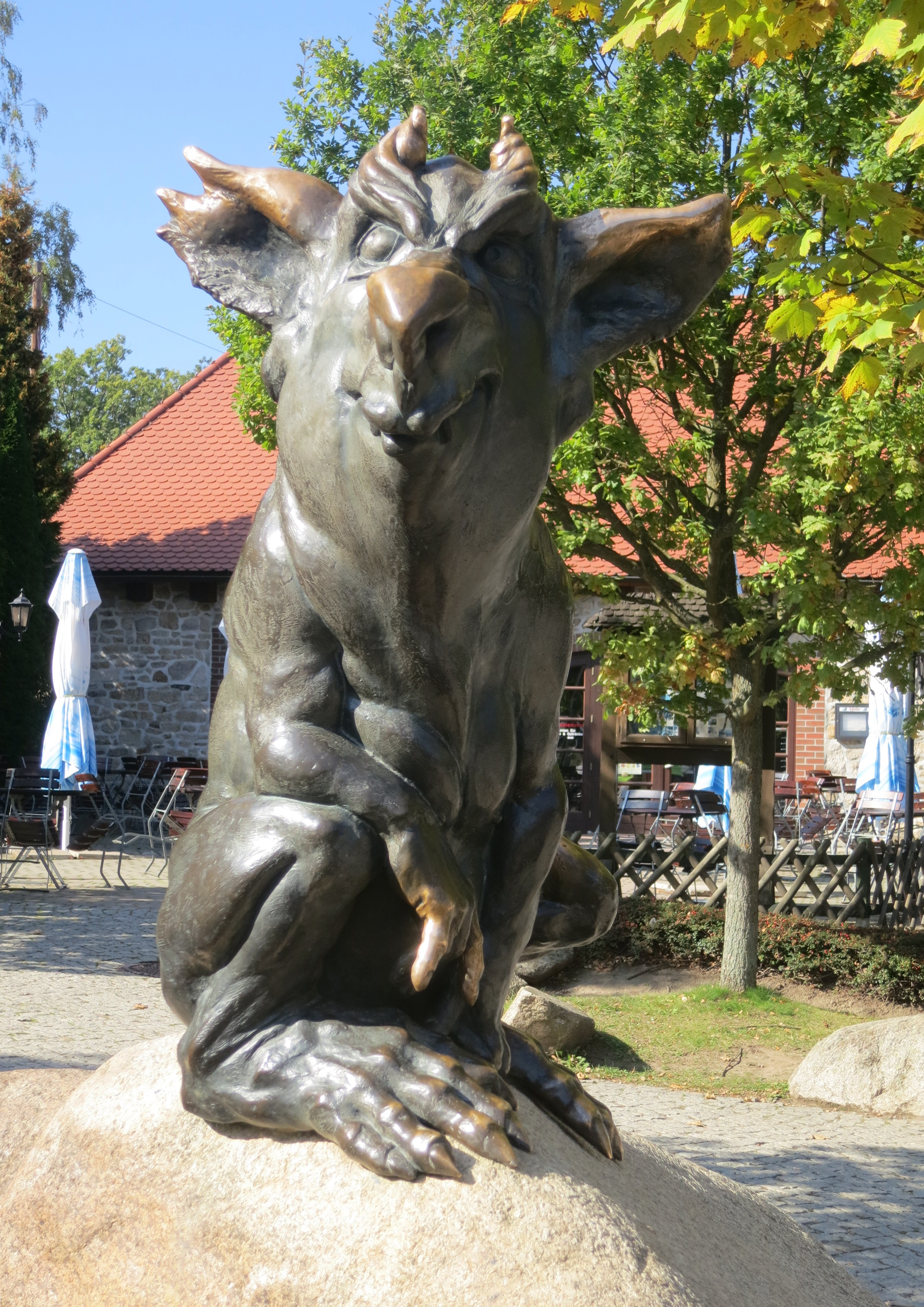
De assistent van de duivel

## Weblinks
- (de)  Hexentanzplatz